# Musaranya del Tibet
La musaranya del Tibet (Sorex thibetanus) és una espècie de mamífer pertanyent a la família de les musaranyes (Soricidae) que es troba al Tibet i la Xina (Qinghai, Sichuan i Gansu).